# Phantom of the Opera (musical de 1976)
Phantom of the Opera (Fantasma da Ópera, em tradução livre) é um musical inglês inspirado no livro O Fantasma da Ópera, de Gaston Leroux, lançado em 1976 pelo autor de musicais Ken Hill, sendo apresentado no West End e depois em vários lugares pelo mundo. É considerado o primeiro musical inspirado no livro de Leroux, sendo predecessor do famoso musical The Phantom of the Opera de Andrew Lloyd Webber, este lançado em 1986.

## História
O musical de Hill, diferente do de Andrew Lloyd Webber, que realça o lado romântico da história, se apóia mais no lado dramático da história de Gaston Leroux.
Para criar seu musical, Hill inspirou-se diretamente no livro de Leroux, e adicionou nele versões de músicas famosas dos compositores Verdi, Gounod, Offenbach, Mozart, Weber e Donizetti.
Ken Hill lançou o musical em 1976 na The Duke’s Playhouse, em Lancaster, onde o musical provou ser um sucesso.

## Sinopse
A Ópera de Paris é assolada por uma série de assassinatos, praticados por um Fantasma, que impões suas loucas exigências sobre todos que entram no teatro. Este Fantasma, cujo verdadeiro nome é Erik, se apaixona por uma jovem e ingênua cantora do coro, chamada Christine Dáae. Ele fará de tudo para tornar Christine a estrela principal da Ópera, e para conquistar Christine através da música. Porém, o charmoso Raoul, filho do novo dono administrador da Ópera, também se apaixona por Christine, o que faz com que o Fantasma tome medidas drásticas de vingança.

## Números musicais
O musical é dividido em dois atos, com os seguintes números:
Primeiro Ato:
- Welcome Sir I'm So Delighted - Debienne, Remy, Faust, Mephistopheles, Richard, Raoul, Jammes

- Accursed All Base Pursuit Of Earthly Pleasure - Faust

- How Dare She - Raoul

- Late Last Night I'm In The Cellars - O noivo

- All Of My Dreams Faded Suddenly - Christine

- While Floating High Above (Música: Bizet, The Pearl Fishers) - O Fantasma

- She Says She's Got The Nodules - Faust, Carlotta, Richard, Remy, Jammes, Debienne, Christine

- What Do I See - Christine (como Carlotta)

- To Pain My Heart Selfishly Dooms Me (Música: Offenbach, Les contes d'Hoffmann) - O Fantasma, Raoul, Christine

Segundo Ato:
- The Entr'Acte

- Ah! Do I Hear My Lover's Voice? - Faust, Christine

- No Sign! I See No Sign! - Debienne, Richard, Raoul, Remy, Dominique, Faust, Jammes, Madame Giry

- Somewhere Above The Sun Shines Bright - Christine

- Born With A Monstrous Countenance - O Persa

- In The Shadows, Dim And Dreary - Raoul, O Persa

- What An Awful Way To Perish - Faust, O Persa, Madame Giry, Richard, Jammes, Raoul

- The Final Drama

- Ne'er Forsake Me, Here Remain - O Fantasma

- Ne'er Forsake Me, Here Remain (Reprise) - O Fantasma, Christine

- He Will Not Go Without A Friend - Companhia

## Pelo mundo
O musical de Hill não é tão famoso quanto o de Andrew Lloyd Webber, mas foi produzido em vários lugares pelo mundo, sendo a sua produção mais recente de 2004, em Tóquio.